# Cranium Command
Cranium Command was een attractie in Epcot in het Walt Disney World Resort in Florida, die werd geopend op 19 oktober 1989, tezamen met het Wonders of Life-paviljoen. De attractie werd gelijktijdig met het paviljoen gesloten op 1 januari 2007. 

## Opzet[2]

### Voorshow
De voorshow van de attractie bestaat uit een animatiefilm, waarin generaal Knowledge (ingesproken door Corey Burton) zijn Cranium Commando-troepen informeert over hun missie: het besturen van een menselijk brein. Een kleine soldaat, genaamd Buzzy (ingesproken door Scott Curtis) krijgt een van de moeilijkste taken toegewezen: het besturen van het brein van een 12-jarige jongen.
Wanneer generaal Knowledge het over het brein heeft, laat hij een foto zien van Albert Einstein wanneer hij het over slimme mensen heeft, en een foto van Ernest P. Worrell als een voorbeeld van domme mensen. Aan het einde van de voorshow draagt de generaal de bezoekers op om zich naar de volgende ruimte te begeven. Wanneer hij opmerkt dat ze niet snel genoeg reageren, stelt hij de ironische vraag "Where do you think you are, Disney World?!" (Nederlands: Waar denken jullie wel niet dat jullie zijn, in Disney World?!).

### Hoofdshow
De hoofdshow speelt zich af in een klein theater dat gedecoreerd is naar de binnenkant van een menselijk hoofd. De buitenwereld is te zien op twee schermen in de vorm van ogen. Buzzy is aanwezig als animatronic en zit op een stoel die heen en weer kan bewegen door de ruimte. Hij hoort te regelen dat alles goed gaat, en communiceert met verschillende troepen doorheen het hele lichaam: de linkerhersenhelft (Charles Grodin), de rechterhersenhelft (Jon Lovitz), de maag (George Wendt), de blaas (Jeff Doucette), een adrenaline-producerende klier (Bobcat Goldthwait) en de linker- en rechterkamer van het hart (Dana Carvey en Kevin Nealon). De hypothalamus (ingesproken door Kirk Wise) bevindt zich in de ruimte als animatronic en duikt regelmatig op bij Buzzy.
In de show neemt Buzzy je mee in een typische dag van een mens: opstaan, het ontbijt overslaan, naar school rennen, het ontmoeten van een knap meisje (gespeeld door Natalie Gregory), betrokken raken in een voedselgevecht, naar het schoolhoofd (Kenneth Kimmins) gestuurd worden en bedankt worden door het meisje door middel van een kus. Bij elke ervaring spreken de verschillende organen tegen Buzzy en leggen ze hun rol uit in het menselijk lichaam aan de hand van de situatie.
Walt Disney World Resort · Lijst van attracties in Epcot · Fountain of Nations · afbeeldingen